# شناور بمان
شناور بمان (انگلیسی: Float On) یک موسیقی راک از بند مادست ماوس است که در ۸ مارس ۲۰۰۴ به عنوان یک تک‌آهنگ لید از آلبوم اخبار خوب برای کسانی که اخبار بد دوست دارند منتشر شد.این آهنگ برای جایزه گرمی بهترین موسیقی راک سال ۲۰۰۵ نامزد شده بود.